# Dorn (groupe)
Pour les articles homonymes, voir Dorn.
Dorn est un groupe de black metal allemand, originaire de Francfort-sur-le-Main, Brandenburg. Il est formé en 1998 en tant que one mand band par Roberto Liebig. Il sera plus tard rejoint par d'autres membres.

## Biographie
Dorn est formé en 1998 en tant que one mand band par Roberto Liebig, ex-claviériste du groupe de pagan metal Riger. Pour la sortie d'un premier album, Liebig entre au studio d'enregistrement du label CCP Records à Linz, en Autriche, où il enregistre à lui tout seul les instruments. Ce premier album, intitulé Falschheit, est publié en 2000, et très moyennement accueilli par la presse spécialisée, malgré la réputation de Liebig au sein de Riger. 
Il est suivi par deux albums, Brennende Kälte en 2001, et Schatten der Vergangenheit en 2002. Entre 2003 et 2004, Dorn devient un groupe à part entière avec l'arrivée du guitariste Norman Sens, du bassiste Michael Werber, du batteur Sebastian Ziem, de la chanteuse Ira, et du claviériste Lars. Ils publient ensemble le quatrième album de Dorn, Suriel, au label CCP Records.
En milieu 2005, Ira et Lars quittent le groupe. Avec les deux autres membres restants, Liebig commence les enregistrements d'un nouvel album en octobre 2006. Cet album, intitulé Spiegel der Unendlichkeit, est publié le 2 mars 2007, mais il ne fait nettement pas l'unanimité dans la presse spécialisée,.

## Membres

### Membres actuels
- Roberto Liebig - chant, guitare (depuis 1998)[3]
- Michael Werber - basse (depuis 2004)[3]

### Anciens membres
- Norman Sens - guitare (2003-2004)[3]
- Sebastian Ziem - batterie (2004-?)[3]
- Ira - chant (2004-2005)[3]
- Lars - claviers (2004-2005)[3]
- Jennifer Schöngarth - claviers[réf. nécessaire]

## Discographie
- 2000 : Falschheit
- 2001 : Brennende Kälte
- 2002 : Schatten der Vergangenheit
- 2004 : Suriel
- 2007 : Spiegel der Unendlichkeit